# Tao Geoghegan Hart
Tao Geoghegan Hart (født 30. marts 1995 i London) er en professionel cykelrytter fra England, der er på kontrakt hos Lidl-Trek.
Han største sejr som professionel kom først på 15. etape af Giro d'Italia 2020. Senere vandt han 20. etape og løbet samlet, efter at have slået Jai Hindley på den sidste enkeltstart.

## Meritter
2019
1. og 4. etape, Alperne Rundt
2020
Samlet + 15. og 20. etape, Giro d'Italia

### Grand Tour-resultater
| Samlet          |      |      |      |      |
| Grand Tour      | 2017 | 2018 | 2019 | 2020 |
| Giro d'Italia   | —    | —    | DNF  | 1    |
| Tour de France  | —    | —    | —    | —    |
| Vuelta a España | —    | 62   | 20   | —    |